# 1936年ガルミッシュ・パルテンキルヘンオリンピックのスイス選手団
1936年ガルミッシュ・パルテンキルヘンオリンピックのスイス選手団（1936ねんガルミッシュ・パルテンキルヘンオリンピックのスイスせんしゅだん）は、1936年2月6日から2月16日までドイツのガルミッシュ＝パルテンキルヒェンで開催された1936年ガルミッシュ・パルテンキルヘンオリンピックのスイス選手団、およびその競技結果。

## 概要
今大会は金メダル1個、銀メダル2個、合計3個のメダルを獲得した。スイス勢が金メダルを獲得したのは1924年シャモニー・モンブランオリンピック以来3大会ぶり。

## メダル
| メダル | 選手名                                                                                          | 競技       | 種目        |
| ------ | ----------------------------------------------------------------------------------------------- | ---------- | ----------- |
| 金     | ピエール・ミュジー アーノルト・ガルトマン シャルル・ブヴィエ ヨーゼフ・ベーリ                   | ボブスレー | 男子4人乗り |
| 銀     | レト・カパトルット ハンス・アイケーレ フリッツ・ファイアーアーベント ハンス・ビュティコーファー | ボブスレー | 男子4人乗り |
| 銀     | フリッツ・ファイアーアーベント ヨーゼフ・ベーリ                                                 | ボブスレー | 男子2人乗り |